# Ингул
Ингул (Велики Ингул) (на украински: Інгул; на руски: Ингул) е река протичаща по територията на Кировоградска и Николаевска област в Украйна, ляв приток на Южен Буг (влива се в Бугския лиман). Дълга е 354 km, а площта на водосборния ѝ басейн е 9890 km².
Река Ингул води началото си от южните склонове на Приднепровското възвишение, северно от село Броково (на 20 км северно от град Кропивницки), Кировоградска област, на 203 м н.в. По цялото си протежение тече в южна посока в началото по Приднепровското възвишение, а след това през Причерноморската низина, където силно меандрира и се разделя на ръкави. Влива се отляво в Бугския лиман на река Южен Буг в чертите на град Николаев на 0 m н.в. Има предимно снежно и дъждовно подхранване. Основни притоци: Аджамка, Березовка (леви); Сугоклея, Сухоклея (десни). Средният годишен отток при село Новогорожено (на 118 km от устието) е 8,84 m³/s. Замръзва през 1-вата половина на декември (не всяка година), а се размразява в края на февруари или началото на март. Плавателна е за плиткогазещи съдове на 55 km от устието. Водите ѝ основно се използват за напояване. На река Ингул са разположени градовете Кропивницки и Николаев.